# Зельоново (Куявсько-Поморське воєводство)
Зельоново (пол. Zielonowo, нім. Grünau) — село в Польщі, у гміні Шубін Накельського повіту Куявсько-Поморського воєводства.
У 1975-1998 роках село належало до Бидгощського воєводства.